# Hrabstwo Hamlin
Hrabstwo Hamlin (ang. Hamlin County) – hrabstwo w stanie Dakota Południowa w Stanach Zjednoczonych. Obszar całkowity hrabstwa obejmuje powierzchnię 537,96 mil² (1393,31 km²). Według szacunków United States Census Bureau w roku 2009 miało 5754 mieszkańców.
Hrabstwo powstało w 1873 roku. Na jego terenie znajdują się następujące gminy (townships): Brantford, Cleveland, Dempster, Garfield, Hamlin, Norden, Opdahl, Oxford.

## Miejscowości
- Bryant
- Castlewood
- Estelline
- Lake Poinsett (CDP)
- Hayti
- Hazel
- Lake Norden